# Oostelijke rotsmuis
De oostelijke rotsmuis (Apodemus mystacinus) is een knaagdier uit de onderfamilie muizen en ratten van de Oude Wereld (Murinae), behorende tot de bosmuizen (Apodemus). Samen met de westelijke rotsmuis wordt hij soms in het ondergeslacht Karstomys, de rotsmuizen, geplaatst.

## Kenmerken
De oostelijke rotsmuis is groter en grijzer van kleur dan de meeste ander bosmuizen. Ook heeft hij langere snorharen, die zo'n 47 millimeter lang kunnen worden. Ook de oren zijn vrij groot, 17 tot 21 millimeter lang. De kleur is zandkleurig grijs op de bovenzijde, en wit op de onderzijde. In tegenstelling tot de geelhalsbosmuis heeft de rotsmuis geen borstvlek. Een volwassen dier is 10 tot 13 centimeter lang en 28 tot 56 gram zwaar. De geringde staart is ongeveer net zo lang als de muis zelf, 102 tot 140 millimeter lang.

## Verspreiding
De oostelijke rotsmuis komt voor in Turkije tot Zuid-Georgië, Noord-Irak, Noord- en Centraal-Israël, Libanon, Noordwest-Jordanië en Syrië, evenals enkele Egeïsche eilanden als Kreta, Rhodos en Cyprus. De populatie op de Balkan wordt tegenwoordig als een aparte soort beschouwd, de westelijke rotsmuis (Apodemus epimelas). Er zijn Midden-Pleistocene fossielen bekend in Israël en op het Griekse eiland Chios.
De dieren geven de voorkeur aan droge open bossen en struikgewas, vooral waar rotsen bescherming kunnen bieden, in heuvelachtig terrein en in muren nabij grasvelden.